# Peter-Paul-Rubens-Gymnasium
Das Peter-Paul-Rubens-Gymnasium (kurz: PPR-Gymnasium) ist ein Ganztagsgymnasium der südwestfälischen Stadt Siegen, das in der heutigen Form im Jahr 1992 entstand und dessen Wurzeln im 1842 gegründeten Siegener Mädchengymnasium liegen. Es soll 2030 schließen und nimmt keine neuen Schülerinnen und Schüler in Stufe 5 auf.

## Geschichte
Das Peter-Paul-Rubens-Gymnasium entstand durch Ratsbeschluss der Stadt Siegen vom 2. Juli 1991 als Reaktion auf die Gründung der Bertha-von-Suttner-Gesamtschule. Da dieser Schule die Räumlichkeiten des Giersberggymnasiums zugewiesen wurden, wurde das Giersberggymnasium mit dem Gymnasium am Rosterberg zusammengelegt. Namensgeber des neu entstandenen Gymnasiums ist seit Juli 1997 der Barockmaler Peter Paul Rubens, der 1577 in Siegen geboren wurde. Im Zuge der Zusammenlegung wurde das Schulgebäude am Rosterberg umfassend saniert und erweitert, um den Anforderungen des Ganztagsbetriebes gerecht zu werden. So wurde unter anderem eine Mensa zur Verpflegung der Schülerschaft und ein Bereich zur offenen Freizeitgestaltung angebaut.
Seit dem Schuljahr 2011/2012 nimmt die Schule am Schulversuch G9 teil, das mittlerweile wieder in ganz Nordrhein-Westfalen praktiziert wird. Auf Anregung verschiedener Schülergruppen erfolgte 2013 die Verleihung des Titels „Fair-Trade-Schule“, was sich in kontinuierlichen Projekten zu fairem Wettbewerb und nachhaltigem Handel äußert.
Im September 2021 wurde wegen zurückgehender Schülerzahlen sowie einer geplanten Umstrukturierung der Siegener Schullandschaft durch den Rat der Stadt Siegen beschlossen, das Peter-Paul-Rubens-Gymnasium auslaufen zu lassen. Ab dem Schuljahr 2022/2023 dürfen somit keine neuen Schülerinnen und Schüler mehr in die Jahrgangsstufe 5 aufgenommen werden. Trotzdem ist die Schule für das Schuljahr 2023/2024 als Bündelungsgymnasium ausgewiesen.
Die Schüler, die das PPR-Gymnasium aktuell besuchen, haben die Möglichkeit, an ihrer Schule die Abiturprüfung abzulegen. Somit wird das PPR-Gymnasium mit dem Abiturjahrgang 2030 endgültig seine Pforten schließen. Dies allerdings nur unter der Voraussetzung, dass die Mindestgröße eines Oberstufenjahrgangs erreicht wird (42 Schülerinnen u. Schüler). Im Jahr 2023 bestand der Abiturjahrgang aus 44 Schülerinnen und Schülern.

## Aktuelles Unterrichtskonzept
Bereits 1976 wurde am Gymnasium am Giersberg ein in der Region einmaliges Ganztagssystem eingeführt, das den Grundstein für das prägende Ganztagskonzept des Peter-Paul-Rubens-Gymnasiums legte. So verfügt die Schule über ein breit gefächertes Freizeit- und AG-Angebot. Hausaufgaben sollen in fest im Stundenplan integrierten Lernzeiten bearbeitet werden, um der Schülerschaft eine möglichst klare Trennung zwischen Schul- und Privatleben zu ermöglichen. Darüber hinaus besteht die Möglichkeit, in der 5. Klassenstufe eines von vier Startprofilen zu wählen, in dem die Schülerinnen und Schüler ihren Neigungen entsprechend gefördert werden. Eine weitere Besonderheit ist das Wahlpflichtfach Rechtskunde, das in der 8.–10. Klasse sowie in der Oberstufe angeboten wird.
Der Unterricht findet grundsätzlich im 90-Minuten-Takt statt.
Das PPR-Gymnasium ist eine Schule des gemeinsamen Lernens. Folgende Förderschwerpunkte sind möglich: Emotionale und soziale Entwicklung, Lernen, Sprache. Dazu existiert ein multiprofessionelles Team bestehend u. a. aus einer sonderpädagogischen Lehrkraft, einer Schulsozialarbeiterin und einer allgemeinen Lehrkraft.

## Wettbewerbe und Projekte
Das PPR-Gymnasium nimmt an folgenden Wettbewerben und Projekten teil:
- DELF-DALF-Programm
- Känguru-Wettbewerb der Klasse 5
- Vorlesewettbewerb der Stiftung des Deutschen Buchhandels der Klasse 6
- MINT on Tour
- Zoo-Projekt der Klasse 6
- Rhetorikwettbewerb der Jahrgangsstufen EF und Q1
- Fair-Trade-Schule

## Kooperationen
Die Schule pflegt Kooperationen zu folgenden regionalen Partnern:
- Apollo-Theater Siegen
- Universität Siegen (MINT on Tour)
- Rotary-Club Siegen
- Archiv der Stadt Siegen
- Sparkasse Siegen
- Agentur für Arbeit

Darüber hinaus werden Leistungskurse in Kooperation mit den Siegener Gymnasien Am Löhrtor und Auf der Morgenröthe angeboten.

## Bekannte Absolventen
- Mehmet Daimagüler (* 1968), Rechtsanwalt und Buchautor
- Navid Kermani (* 1967), Schriftsteller
- Klaus Freitag (* 1964), Althistoriker